# Lymania
Lymania  es un género de plantas con flores perteneciente a la familia Bromeliaceae, subfamilia Bromelioideae.  El género fue establecido en 1984 para "unir varias especies desde Aechmea subgénero Lamprococcus, Araeococcus y Ronnbergia" un grupo de plantas nativas de Bahía en la costa lluviosa tropical de Brasil. Modernos análisis de ADN han demostrado lo correcta clasificación de este género.  Comprende 9 especies descritas y  aceptadas.

## Taxonomía
El género fue descrito por Robert William Read y publicado en Journal of the Bromeliad Society 34: 199–201, 212–6. 1984. La especie tipo es: Lymania alvimii (L. B. Smith & R.W. Read) R.W. Read 
Etimología
Lymania: nombre genérico otorgado en honor del botánico estadounidense Lyman Bradford Smith)

## Especies aceptadas
A continuación se brinda un listado de las especies del género Lymania aceptadas hasta octubre de 2013, ordenadas alfabéticamente. Para cada una se indica el nombre binomial seguido del autor, abreviado según las convenciones y usos.
- Lymania alvimii (L. B. Smith & R.W. Read) R.W. Read
- Lymania azurea Leme
- Lymania brachycaulis (E. Morren ex Baker) L.O.F. de Sousa
- Lymania corallina (Brongniart ex Beer) R.W. Read
- Lymania globosa Leme
- Lymania languida Leme
- Lymania marantoides (L.B. Smith) R.W. Read
- Lymania smithii R.W. Read
- Lymania spiculata Leme & Forzza